# 燕只吉台
燕只吉台（Eljigidey，？—1329年），察合台汗笃哇的幼子。察合台汗国第十五代大汗，1326年怯别去世，燕只吉台继位。1328年，他的朋友和世㻋在元朝的权力斗争中成为元朝皇帝，是為元明宗。但元明宗在數個月後旋即去世，他的弟弟元文宗派木华黎的后裔乃蛮台到察合台汗国，赐印玺。他在1329年去世。